# Dorstenia drakena
Dorstenia drakena là một loài thực vật có hoa trong họ Moraceae. Loài này được L. mô tả khoa học đầu tiên năm 1759.